# Rimbach (Adelsgeschlecht)
Die Familie Rimbach (ab dem 14. Jahrhundert auch Rimbach genannt Stumpf) war ein fränkisches Adelsgeschlecht. Die Ministerialen der Würzburger Bischöfe und der Grafen zu Castell waren ab dem 12. Jahrhundert bis zu ihrem Aussterben 1356 im Raum um Volkach begütert. 

## Geschichte
Die Familie Rimbach tritt im Jahr 1133 wohl erstmals mit der Person des Dietrich I. von Rimbach in Erscheinung. Er ist urkundlich allerdings zunächst lediglich als Zeuge ohne Hausname genannt. Ein Jahr später tauchte er mit ganzem Namen in einer Urkunde des Würzburger Bischofs Embricho auf. Der Bischof löste das bisher als Lehen der Rimbacher Familie zugeordnete Gut in Morsbach, um es aus Anlass der Klosterweihe der Zisterzienserabtei Ebrach zu schenken. Wahrscheinlich war Dietrich vom Bischof zum Verzicht gezwungen worden. Die Rolle als dem Bischof zugeordnete Ministerialität übernahm auch der vielleicht als Sohn des älteren Dietrich anzusprechende Dietrich II. von Rimbach, der im Jahr 1164 in den Quellen genannt wird. 
Nach diesen Nennungen im 12. Jahrhundert verschwand die Familie fast hundert Jahre aus den Quellen. Neuerlich kann sie mit Ritter Heinrich von Rimbach fassbar gemacht werden. Er diente als Urkundenzeuge für die Würzburger Fürstbischöfe und wird 1268 auch als Zeuge in einer Urkunde für Graf Hermann II. zu Castell erwähnt. Unklar ist, ob es sich bei dem 1298 genannten „Heynricus de Ryntbach“ um den gleichen Mann handelt. Er war Burgmann auf dem Ansitz des Friedrich III. zu Castell. Eventuell saß Heinrich „der Alte“ von Rimbach 1296 in einem Hofgut in Zeilitzheim. Sein Sohn Heinrich der Junge ist 1303 als Lehensempfänger greifbar. Ihm wurde ein Allodialgut in Zeilitzheim, zwölf Huben und drei Häuser in Gaibach sowie fünf Huben und vier Häuser in Obervolkach zugesprochen. Dieser Heinrich muss Brüder gehabt haben, die ebenfalls zu Beginn des 14. Jahrhunderts erwähnt werden.
Die Güter, die sich um den Stammsitz im Ort Rimbach, heute einem Volkacher Gemeindeteil, gruppierten, machen bereits eine enge Verbindung zu den Zollnern von der Hallburg wahrscheinlich, die im gleichen Raum agierten. Bereits im Jahr 1327 könnten die Zollner dann auch die Güter der Rimbacher übernommen haben, sie begannen sich ab 1336 nach dem Sitz in Rimbach auch „Zollner von Rimbach“ zu nennen. Die Rimbacher tauchen danach nur noch in Verbindung mit wesentlich unbedeutenderen Lehen auf. So wurden 1346 die Brüder „Lutzo de Ronebach und Werner Rimpacher“ genannt. In der ersten Hälfte des 14. Jahrhunderts dürfte die Familie im Zuge einer Einheirat den Zusatznamen „Stumpf“ zugelegt haben. Letztmals taucht das Geschlecht mit dem 1356 verstorbenen Münsterschwarzacher Mönch Lutz von Rimpach auf. In der Folge greifen die Zollner auch auf die verbliebenen Rimbacher Güter zu.

## Mitglieder
Die Stammliste der Familie von Rimbach lässt sich nur noch punktuell rekonstruieren. 
- A1 Dietrich I. (gen. 1133, 1134)
  - B1 Dietrich II. (gen. 1164)

- C1 Heinrich der Alte (gen. 1268, 1296, 1298)
  - D1 Heinrich der Junge (gen. 1303, 1310)
  - D2 Richalm (gen. 1303)
    - E1 Hans (gen. 1323)

  - D3 Hartrat (gen. 1310)

- F1 Lutzo de Ronebach (gen. 1346)
- F2 Werner (gen. 1346)
- F3 Heinrich gen. Stumpf

- G1 Lutz († 1356), Konventuale des Klosters Münsterschwarzach[3]